# Championnat du Portugal féminin de football 2000-2001
Navigation
Édition précédente Édition suivante
Le Nacional Feminino 2000-2001 est la 16e édition du championnat du Portugal féminin de football. Le premier niveau national du championnat féminin oppose dix-huit clubs portugais en deux phases jouées durant la saison de football. Au terme de la première phase les deux meilleurs clubs de chaque zone, s'affrontent lors d'une phase finale, où chaque équipe s'affronte en match aller-retour. La première place de la phase finale est qualificative pour la première édition de la Coupe féminine de l'UEFA. Les équipes non qualifiées pour cette phase finale, vont disputer un mini championnat par zone appelé "Phase de relégation" (Fase Despromoção). Celui-ci a pour but d'établir un classement des clubs dont les derniers sont relégués en division Distrital (régional), à défaut de 2e division. 
Lors de l'exercice précédent, l'Associação Recreativa e Cultural da Várzea, le Clube Desportivo e Recreativo Vasco da Gama et le Grupo Desportivo e Recreativo Canaviais ont gagné le droit d'évoluer dans cette compétition.
À l'issue de la saison, le Gatões FC décroche le troisième titre de champion du Portugal de son histoire.

## Zone A

### Résumé
Les filles du Gatões FC terminent premières de la Zone A, et sont donc qualifiées pour la phase finale. Elles remportent tous leurs matchs, n'encaissant que 6 buts durant cette première phase, laissant leur second à 8 points. Elles sont accompagnées, pour cette deuxième phase par leurs homologues du Boavista Futebol Clube, qui arrivent à la deuxième place du classement final devant les nouvelles venues de l'ARC Várzea. 
Lors de la deuxième phase, celle dite de relégation (Nacional Feminino Fase Despromoção), voit le CSJ Belinho remporter ce championnat de deuxième phase, devant le promus Várzea, qui gra^ce à la difference de buts devance les championnes de la saison passée (CD Vinhós).

### Participants
La Zone A est composée cette saison de six équipes se situant dans le nord du Portugal. 
Ce tableau présente les six équipes qualifiées pour disputer le championnat 2000-2001. On y trouve le nom des clubs, la date de création du club, le nom des stades ainsi que la capacité de ces derniers
Légende des couleurs
- Vainqueur de la Campeonato Nacional Feminino la saison précédente.
- Promu de division inférieure.

| \| Belinho Boavista Gatões Várzea Vilar Pinheiro Vinhós \| Localisation des clubs engagés dans la Zona A du championnat. |
| Belinho Boavista Gatões Várzea Vilar Pinheiro Vinhós                                                                     |

| Nom du club       | Date de création | Dernière montée | Division 1999-2000   | Stade                                             | Capacité | Vict. |
| ----------------- | ---------------- | --------------- | -------------------- | ------------------------------------------------- | -------- | ----- |
| CSJ Belinho       | -                | 1997            | Campeonato Nacional  | Estádio Municipal António Augusto Martins Pereira | -        | /     |
| Boavista FC       | 1903             | 1985            | Campeonato Nacional  | Campo de Treinos do Estádio do Bessa XXI          | -        | 11    |
| Gatões FC         | 1960             | 1997            | Campeonato Nacional  | Campo do Gatões FC                                |          | 2     |
| ARC Várzea        | 1977             | 2000            | Campeonato Distrital | Campo de Jogos da Várzea                          | 1 000    | /     |
| SC Vilar Pinheiro | 1961             | 1998            | Campeonato Nacional  | -                                                 |          | /     |
| CD Vinhós         | 1974             | 1998            | Campeonato Nacional  | Campo D. Maria Edite Guimarães                    | 150      | /     |

### Première phase
Classement
Le classement est calculé avec le barème de points suivant : une victoire vaut trois points, le match nul un et la défaite zéro.
Critères de départage en cas d'égalité au classement :
1. classement aux points des matchs joués entre les clubs ex æquo ;
2. différence entre les buts marqués et les buts concédés sur la totalité des matchs joués dans le championnat ;
3. plus grand nombre de buts marqués sur la totalité des matchs joués dans le championnat ;
4. en cas de nouvelle égalité, une rencontre supplémentaire aura lieu sur terrain neutre avec, éventuellement, l’épreuve des tirs au but.

| Rang | Équipe            | Pts | J  | G  | N | P  | Bp | Bc | Diff |
| ---- | ----------------- | --- | -- | -- | - | -- | -- | -- | ---- |
| 1    | Gatões FC         | 30  | 10 | 10 | 0 | 0  | 98 | 6  | +92  |
| 2    | Boavista FC       | 22  | 10 | 7  | 1 | 2  | 58 | 10 | +48  |
| 3    | ARC VárzeaP       | 15  | 10 | 5  | 0 | 5  | 20 | 44 | -24  |
| 4    | CD Vinhós         | 12  | 10 | 4  | 0 | 6  | 23 | 49 | -26  |
| 5    | CSJ Belinho       | 10  | 10 | 3  | 1 | 6  | 25 | 25 | 0    |
| 6    | SC Vilar Pinheiro | 0   | 10 | 0  | 0 | 10 | 4  | 94 | -90  |

|  | Qualifiés pour la phase finale de la compétition. |
|  | T Tenant du titre. P Promu de division inférieure. Pts points ; G victoires ; N match nuls ; P défaites Bp buts marqués ; Bc buts encaissés ; Diff différence de buts |

| Résultats (▼dom., ►ext.)                                   | Gat  | Boa  | Vár  | Vin  | Bel | Pin  |
| Gatões FC                                                  |      | 4-3  | 12-0 | 12-1 | 5-0 | 25-0 |
| Boavista FC                                                | 1-4  |      | 7-0  | 8-0  | 2-1 | 12-0 |
| ARC Várzea                                                 | 0-6  | 0-10 |      | 3-1  | 2-1 | 5-0  |
| CD Vinhós                                                  | 0-8  | 0-7  | 3-2  |      | 3-1 | 5-0  |
| CSJ Belinho                                                | 1-6  | 1-1  | 2-3  | 8-1  |     | 4-0  |
| SC Vilar Pinheiro                                          | 0-16 | 0-7  | 2-5  | 0-9  | 2-6 |      |
| - Victoire à domicile - Match nul - Victoire à l'extérieur |      |      |      |      |     |      |

### Deuxième phase (Nacional Feminino Fase Despromoção -Zona A)
Classement
Le classement est calculé avec le barème de points suivant : une victoire vaut trois points, le match nul un et la défaite zéro.
Critères de départage en cas d'égalité au classement :
1. classement aux points des matchs joués entre les clubs ex æquo ;
2. différence entre les buts marqués et les buts concédés sur la totalité des matchs joués dans le championnat ;
3. plus grand nombre de buts marqués sur la totalité des matchs joués dans le championnat ;
4. en cas de nouvelle égalité, une rencontre supplémentaire aura lieu sur terrain neutre avec, éventuellement, l’épreuve des tirs au but.

| Rang | Équipe            | Pts | J | G | N | P | Bp | Bc | Diff |
| ---- | ----------------- | --- | - | - | - | - | -- | -- | ---- |
| 1    | CSJ Belinho       | 14  | 6 | 4 | 2 | 0 | 25 | 5  | +20  |
| 2    | ARC Várzea        | 10  | 6 | 3 | 1 | 2 | 19 | 11 | +8   |
| 3    | CD Vinhós         | 10  | 6 | 3 | 1 | 2 | 17 | 17 | 0    |
| 4    | SC Vilar Pinheiro | 0   | 6 | 0 | 0 | 6 | 2  | 30 | -28  |

|  | Relégué en division inférieure. |
|  | T Tenant du titre. P Promu de division inférieure. Pts points ; G victoires ; N match nuls ; P défaites Bp buts marqués ; Bc buts encaissés ; Diff différence de buts |

| Résultats (▼dom., ►ext.)                                   | Bel | Vár | Vin | Pin |
| CSJ Belinho                                                |     | 5-1 | 6-1 | 7-0 |
| ARC Várzea                                                 | 1-1 |     | 5-0 | 5-0 |
| CD Vinhós                                                  | 2-2 | 4-3 |     | 5-1 |
| SC Vilar Pinheiro                                          | 0-4 | 1-4 | 0-5 |     |
| - Victoire à domicile - Match nul - Victoire à l'extérieur |     |     |     |     |

## Zone B

### Résumé
Le championnat de la Zone B est dominé cette saison par l'Escola Molelinhos, qui jusqu'alors a été le dauphin de l'União de Coimbra. La confrontation en première phase entre les deux rivaux tourne à l'avantage de l'Escola Molelinhos qui ne concède que deux matchs nuls, durant cette première phase. Pour la première fois depuis la création du championnat portugais de football féminin, l'União de Coimbra ne se qualifie pas pour la phase finale, désignant les championnes du Portugal et doit se contenter du championnat de relégation, dans lequel le club de Coïmbra finit à la deuxième place. C'est l'União Recreativa Cadima qui accompagne le club de Molelinhos en phase finale.
Après avoir terminé la première phase, quatre clubs s'opposent en championnat de relégation (Nacional Feminino Fase Despromoção), et c'est à nouveau le Clube de Albergaria qui remporte ce championnat.
Cette saison, il n'y a pas de relégation, car la Fédération Portugaise a décidé de passer le nombre de clubs en zone B de 6 à 8.

### Participants
La Zone B est composée de six équipes se situant dans le centre du Portugal. 
Ce tableau présente les six équipes qualifiées pour disputer le championnat 2000-2001. On y trouve le nom des clubs, la date de création du club, le nom des stades ainsi que la capacité de ces derniers
Légende des couleurs
- Vainqueur de la Campeonato Nacional Feminino la saison précédente.
- Promu de division inférieure.

| \| Albergaria Avanca Cadima U.Coimbra Escola Vasco da Gama \| Localisation des clubs engagés dans la Zona B du championnat. |
| Albergaria Avanca Cadima U.Coimbra Escola Vasco da Gama                                                                     |

| Nom du club         | Date de création | Dernière montée | Division 1999-2000   | Stade                                             | Capacité | Vict. |
| ------------------- | ---------------- | --------------- | -------------------- | ------------------------------------------------- | -------- | ----- |
| Clube de Albergaria | 1890             | 1989            | Campeonato Nacional  | Estádio Municipal António Augusto Martins Pereira | 1 500    | /     |
| AA Avanca           | 1937             | 1998            | Campeonato Nacional  | -                                                 | -        | /     |
| UR Cadima           | 1959             | 1999            | Campeonato Nacional  | Complexo Desportivo de Cantanhede                 | 2 000    | /     |
| CF União de Coimbra | 1919             | 1985            | Campeonato Nacional  | -                                                 | -        | /     |
| Escola Molelinhos   | 1979             | 1990            | Campeonato Nacional  | Campo do Vale da Pata                             | 350      | /     |
| CDR Vasco da Gama   | 1947             | 2000            | Campeonato Distrital | -                                                 | -        | /     |

### Première phase
Classement
Le classement est calculé avec le barème de points suivant : une victoire vaut trois points, le match nul un et la défaite zéro.
Critères de départage en cas d'égalité au classement :
1. classement aux points des matchs joués entre les clubs ex æquo ;
2. différence entre les buts marqués et les buts concédés sur la totalité des matchs joués dans le championnat ;
3. plus grand nombre de buts marqués sur la totalité des matchs joués dans le championnat ;
4. en cas de nouvelle égalité, une rencontre supplémentaire aura lieu sur terrain neutre avec, éventuellement, l’épreuve des tirs au but.

| Rang | Équipe              | Pts | J  | G | N | P | Bp | Bc | Diff |
| ---- | ------------------- | --- | -- | - | - | - | -- | -- | ---- |
| 1    | Escola Molelinhos   | 26  | 10 | 8 | 2 | 0 | 29 | 8  | +21  |
| 2    | UR Cadima           | 20  | 10 | 6 | 2 | 2 | 16 | 11 | +5   |
| 3    | AA Avanca           | 13  | 10 | 4 | 1 | 5 | 22 | 27 | -5   |
| 4    | CF União de Coimbra | 11  | 10 | 3 | 2 | 5 | 13 | 15 | -2   |
| 5    | Clube de Albergaria | 8   | 10 | 2 | 2 | 6 | 19 | 21 | -2   |
| 6    | CDR Vasco da GamaP  | 6   | 10 | 1 | 3 | 6 | 11 | 28 | -17  |

|  | Qualifiés pour la phase finale de la compétition. |
|  | T Tenant du titre. P Promu de division inférieure. Pts points ; G victoires ; N match nuls ; P défaites Bp buts marqués ; Bc buts encaissés ; Diff différence de buts |

| Résultats (▼dom., ►ext.)                                   | Esc | Cad | AAA  | Coi | Alb | Vas |
| Escola Molelinhos                                          |     | 1-1 | 10-0 | 1-0 | 3-2 | 4-1 |
| UR Cadima                                                  | 1-1 |     | 0-1  | 2-1 | 2-1 | 3-1 |
| AA Avanca                                                  | 2-3 | 4-3 |      | 3-2 | 2-2 | 7-0 |
| CF União de Coimbra                                        | 0-2 | 0-1 | 2-1  |     | 2-1 | 2-2 |
| Clube de Albergaria                                        | 1-2 | 1-2 | 3-1  | 1-3 |     | 2-2 |
| CDR Vasco da Gama                                          | 0-2 | 0-1 | 2-1  | 1-1 | 2-5 |     |
| - Victoire à domicile - Match nul - Victoire à l'extérieur |     |     |      |     |     |     |

### Deuxième phase (Nacional Feminino Fase Despromoção -Zona B)
Classement
Le classement est calculé avec le barème de points suivant : une victoire vaut trois points, le match nul un et la défaite zéro.
Critères de départage en cas d'égalité au classement :
1. classement aux points des matchs joués entre les clubs ex æquo ;
2. différence entre les buts marqués et les buts concédés sur la totalité des matchs joués dans le championnat ;
3. plus grand nombre de buts marqués sur la totalité des matchs joués dans le championnat ;
4. en cas de nouvelle égalité, une rencontre supplémentaire aura lieu sur terrain neutre avec, éventuellement, l’épreuve des tirs au but.

| Rang | Équipe              | Pts | J | G | N | P | Bp | Bc | Diff |
| ---- | ------------------- | --- | - | - | - | - | -- | -- | ---- |
| 1    | Clube de Albergaria | 14  | 6 | 4 | 2 | 0 | 10 | 4  | +6   |
| 2    | CF União de Coimbra | 7   | 6 | 2 | 1 | 3 | 7  | 7  | 0    |
| 3    | AA Avanca           | 7   | 6 | 2 | 1 | 3 | 10 | 12 | -2   |
| 4    | CDR Vasco da GamaP  | 6   | 6 | 2 | 0 | 4 | 7  | 11 | -4   |

|  | Relégué en division inférieure. |
|  | T Tenant du titre. P Promu de division inférieure. Pts points ; G victoires ; N match nuls ; P défaites Bp buts marqués ; Bc buts encaissés ; Diff différence de buts |

| Résultats (▼dom., ►ext.)                                   | Alb | Coi | AAA | Vas |
| Clube de Albergaria                                        |     | 0-0 | 3-2 | 2-1 |
| CF União de Coimbra                                        | 0-2 |     | 2-0 | 2-0 |
| AA Avanca                                                  | 1-1 | 3-2 |     | 3-1 |
| CDR Vasco da Gama                                          | 0-2 | 2-1 | 3-1 |     |
| - Victoire à domicile - Match nul - Victoire à l'extérieur |     |     |     |     |

## Zone C

### Participants
La Zone C est composée de six équipes situées essentiellement dans le sud du Portugal. 
Ce tableau présente les six équipes qualifiées pour disputer le championnat 2000-2001. On y trouve le nom des clubs, la date de création du club, le nom des stades ainsi que la capacité de ces derniers
Légende des couleurs
- Vainqueur de la Campeonato Nacional Feminino la saison précédente.
- Promu de division inférieure.

| \| 1º Dezembro Almada Bairro Conceição CF Benfica Canaviais Ponte Frielas \| Localisation des clubs engagés dans la Zona C du championnat. |
| 1º Dezembro Almada Bairro Conceição CF Benfica Canaviais Ponte Frielas                                                                     |

| Nom du club         | Date de création | Dernière montée | Division 1999-2000   | Stade                       | Capacité | Vict. |
| ------------------- | ---------------- | --------------- | -------------------- | --------------------------- | -------- | ----- |
| SU 1º Dezembro      | 1880             | 1994            | Campeonato Nacional  | Campo Conde de Sucena       | 1 000    | 1     |
| Bairro da Conceição | 1987             | 1997            | Campeonato Nacional  | -                           | -        | /     |
| CF Benfica          | 1933             | 1994            | Campeonato Nacional  | Estádio Francisco Lázaro    | 1 500    | /     |
| Beira Mar Almada    | 1947             | 1998            | Campeonato Nacional  | -                           | -        | /     |
| GDR Canaviais       | 1975             | 2000            | Campeonato Distrital | -                           | -        | /     |
| UD Ponte Frielas    | 1947             | 1998            | Campeonato Nacional  | Campo de Jogos do Bonjardim | 500      | /     |

### Première phase
Classement
Le classement est calculé avec le barème de points suivant : une victoire vaut trois points, le match nul un et la défaite zéro.
Critères de départage en cas d'égalité au classement :
1. classement aux points des matchs joués entre les clubs ex æquo ;
2. différence entre les buts marqués et les buts concédés sur la totalité des matchs joués dans le championnat ;
3. plus grand nombre de buts marqués sur la totalité des matchs joués dans le championnat ;
4. en cas de nouvelle égalité, une rencontre supplémentaire aura lieu sur terrain neutre avec, éventuellement, l’épreuve des tirs au but.

| Rang | Équipe              | Pts | J  | G  | N | P | Bp | Bc | Diff |
| ---- | ------------------- | --- | -- | -- | - | - | -- | -- | ---- |
| 1    | SU 1º Dezembro      | 30  | 10 | 10 | 0 | 0 | 87 | 5  | +82  |
| 2    | CF Benfica          | 24  | 10 | 8  | 0 | 2 | 40 | 8  | +32  |
| 3    | Bairro da Conceição | 16  | 10 | 5  | 1 | 4 | 22 | 17 | +5   |
| 4    | Beira Mar Almada    | 11  | 10 | 3  | 2 | 5 | 16 | 44 | -28  |
| 5    | GDR CanaviaisP      | 6   | 10 | 2  | 0 | 8 | 13 | 46 | -33  |
| 6    | UD Ponte Frielas    | 1   | 10 | 0  | 1 | 9 | 5  | 63 | -58  |

|  | Qualifiés pour la phase finale de la compétition. |
|  | T Tenant du titre. P Promu de division inférieure. Pts points ; G victoires ; N match nuls ; P défaites Bp buts marqués ; Bc buts encaissés ; Diff différence de buts |

| Résultats (▼dom., ►ext.)                                   | 1ºD  | CFB | Con | Alm  | Can  | Fri |
| SU 1º Dezembro                                             |      | 4-0 | 8-0 | 17-2 | 13-1 | 9-0 |
| CF Benfica                                                 | 1-3  |     | 2-0 | 7-0  | 7-0  | 9-1 |
| Bairro da Conceição                                        | 1-3  | 0-1 |     | 2-2  | 7-1  | 3-0 |
| Beira Mar Almada                                           | 0-10 | 0-1 | 0-1 |      | 3-1  | 4-1 |
| GDR Canaviais                                              | 0-8  | 0-5 | 0-1 | 1-2  |      | 3-0 |
| UD Ponte Frielas                                           | 0-12 | 0-7 | 0-7 | 3-3  | 0-6  |     |
| - Victoire à domicile - Match nul - Victoire à l'extérieur |      |     |     |      |      |     |

### Deuxième phase (Nacional Feminino Fase Despromoção -Zona C)
Classement
Le classement est calculé avec le barème de points suivant : une victoire vaut trois points, le match nul un et la défaite zéro.
Critères de départage en cas d'égalité au classement :
1. classement aux points des matchs joués entre les clubs ex æquo ;
2. différence entre les buts marqués et les buts concédés sur la totalité des matchs joués dans le championnat ;
3. plus grand nombre de buts marqués sur la totalité des matchs joués dans le championnat ;
4. en cas de nouvelle égalité, une rencontre supplémentaire aura lieu sur terrain neutre avec, éventuellement, l’épreuve des tirs au but.

| Rang | Équipe              | Pts | J | G | N | P | Bp | Bc | Diff |
| ---- | ------------------- | --- | - | - | - | - | -- | -- | ---- |
| 1    | Bairro da Conceição | 16  | 6 | 5 | 1 | 0 | 21 | 2  | +19  |
| 2    | Beira Mar Almada    | 8   | 6 | 2 | 2 | 2 | 8  | 8  | 0    |
| 3    | GDR CanaviaisP      | 6   | 6 | 1 | 3 | 2 | 10 | 9  | +1   |
| 4    | UD Ponte Frielas    | 3   | 6 | 1 | 0 | 5 | 5  | 25 | -20  |

|  | Relégué en division inférieure. |
|  | T Tenant du titre. P Promu de division inférieure. Pts points ; G victoires ; N match nuls ; P défaites Bp buts marqués ; Bc buts encaissés ; Diff différence de buts |

| Résultats (▼dom., ►ext.)                                   | Con | Alm | Can | Fri  |
| Bairro da Conceição                                        |     | 2-0 | 1-1 | 10-0 |
| Beira Mar Almada                                           | 0-3 |     | 1-1 | 3-1  |
| GDR Canaviais                                              | 1-2 | 1-1 |     | 3-4  |
| UD Ponte Frielas                                           | 0-3 | 0-3 | 0-3 |      |
| - Victoire à domicile - Match nul - Victoire à l'extérieur |     |     |     |      |

## Phase finale
Le championnat du Portugal est dominé cette saison par deux clubs, le tenant du titre, le SU 1º Dezembro et le Gatões FC. Lors des premières phases respectives, les deux clubs imposent leur suprématie, en remportant toutes leurs rencontres.
Après avoir terminée premier de leur Zone, à la fin de la première phase. C'est le Gatões FC qui remporte le championnat final et par conséquent le championnat du Portugal aux dépens de son homologue du SU 1º Dezembro qui tient tête, cela jusqu'au dernier match. Terminant avec le même nombre de points et seul la différence de buts, fait que les filles de Matosinhos, retrouvent leur titre perdu la saison précédente. Désigné au terme des deux phases, comme meilleure défense et meilleure attaque du championnat, le Gatões Futebol Clube remporte son troisième championnat du Portugal. La première place du championnat est synonyme de qualification pour la toute première Coupe féminine de l'UEFA. 
Aucune relégation n'est prévue cette saison, à la suite de la décision d'augmenter le nombre de clubs en première phase.
| Rang | Équipe            | Pts | J  | G | N | P | Bp | Bc | Diff |
| ---- | ----------------- | --- | -- | - | - | - | -- | -- | ---- |
| 1    | Gatões FC         | 25  | 10 | 8 | 1 | 1 | 74 | 9  | +65  |
| 2    | SU 1º DezembroT   | 25  | 10 | 8 | 1 | 1 | 45 | 11 | +34  |
| 3    | Boavista FC       | 15  | 10 | 4 | 3 | 3 | 30 | 16 | +14  |
| 4    | CF Benfica        | 15  | 10 | 4 | 3 | 3 | 25 | 22 | +3   |
| 5    | Escola Molelinhos | 4   | 10 | 1 | 1 | 8 | 9  | 53 | -44  |
| 6    | UR Cadima         | 1   | 10 | 0 | 1 | 9 | 4  | 76 | -72  |

|  | Vainqueur de la compétition. |
|  | T Tenant du titre. P Promu de division inférieure. Pts points ; G victoires ; N match nuls ; P défaites Bp buts marqués ; Bc buts encaissés ; Diff différence de buts |

| Résultats (▼dom., ►ext.)                                   | Gat  | 1º D | Boa | CFB | Esc  | Cad  |
| Gatões FC                                                  |      | 3-1  | 4-1 | 5-1 | 15-0 | 17-0 |
| SU 1º Dezembro                                             | 3-2  |      | 3-1 | 3-1 | 6-1  | 11-1 |
| Boavista FC                                                | 1-1  | 0-2  |     | 2-2 | 6-1  | 10-0 |
| CF Benfica                                                 | 0-6  | 2-2  | 2-2 |     | 5-0  | 4-0  |
| Escola Molelinhos                                          | 2-8  | 0-4  | 1-3 | 0-5 |      | 3-0  |
| UR Cadima                                                  | 0-13 | 0-10 | 0-4 | 2-3 | 1-1  |      |
| - Victoire à domicile - Match nul - Victoire à l'extérieur |      |      |     |     |      |      |